# Élections territoriales de 1957 en Haute-Volta
Les élections territoriales de 1957 en Haute-Volta se déroulent le 31 mars 1957 afin de pourvoir les 70 membres de l'Assemblée territoriale de la Haute-Volta, alors territoire d’outre-mer de l’Union française couvrant le territoire de l'actuel Burkina Faso. Les élections ont lieu pour la première fois au suffrage universel direct par application de la Loi-cadre Defferre.
Les élections voient arriver en première place le Parti démocratique unifié, une alliance entre le Parti démocratique voltaïque (PDV) et le Parti social pour l'émancipation des masses africaines (PSEMA), qui obtiennent à eux deux 33 sièges à l'assemblée, suivi du Mouvement démocratique voltaïque (MDV) avec 24 sièges et de plusieurs autres petit partis. Aucun mouvement ne parvient ainsi à obtenir seul la majorité absolue.Une fragile coalition est mise en place entre les formations arrivées en tête, et Daniel Ouezzin Coulibaly prend la tête du gouvernement jusqu'à son décès fin 1958 et son remplacement par Maurice Yaméogo.

## Résultats
|                           | |           |       |        |  |  |  |  |  |
| Partis                    | Partis | Votes     | %     | Sièges |  |  |  |  |  |
|                           | Coalition Parti démocratique unifié (PDV-PSEMA) - Parti démocratique voltaïque (PDV) - Parti social pour l'émancipation des masses africaines (PSEMA). | 538 876   | 55,55 | 33     |  |  |  |  |  |
|                           | Mouvement démocratique voltaïque (MDV) | 226 593   | 23,36 | 24     |  |  |  |  |  |
|                           | Entente Fada N'Gourma (EFN) | 98 301    | 10,13 | 5      |  |  |  |  |  |
|                           | Mouvement populaire africain (MPA) | 79 743    | 8,22  | 5      |  |  |  |  |  |
|                           | Autres partis | 12 392    | 1,28  | 1      |  |  |  |  |  |
|                           | Indépendants | 14 162    | 1,46  | 2      |  |  |  |  |  |
|                           | |           |       |        |  |  |  |  |  |
| Suffrages exprimés        | Suffrages exprimés | 970 067   | 98,47 |        |  |  |  |  |  |
| Votes blancs et invalides | Votes blancs et invalides | 15 117    | 1,53  |        |  |  |  |  |  |
| Total                     | Total | 985 184   | 100   | 70     |  |  |  |  |  |
| Abstentions               | Abstentions | 917 484   | 48,22 |        |  |  |  |  |  |
| Inscrits / participation  | Inscrits / participation | 1 902 668 | 51,78 |        |  |  |  |  |  |

## Suites
À la suite des élections, les trois partis forment un gouvernement de coalition avec Daniel Ouezzin Coulibaly comme président du conseil, le PDV et le PSEMA se répartissant sept ministères, tandis que le MDV en obtient cinq. 
L'union se révèle néanmoins très vite fragile, le MDV et le PSEMA s'opposant aux vues de Coulibaly, devenu vice président de la jeune république de Haute-Volta. Les deux partis mettent fin à l'union avant de se regrouper avec le Mouvement populaire africain (MPA) sous le nom de Solidarité voltaïque (SV), qui rejoint en 1958 le Parti du regroupement africain. Coulibaly transforme quant à lui le PDU en Union démocratique voltaïque (UDV-RDA), affiliée au Rassemblement Démocratique Africain. 
Mis en minorité par le départ des autres partis de l'alliance, le gouvernement de Coulibaly essuie une motion de défiance le 17 décembre 1957, mais celui ci refuse de démissionner, la loi-cadre prévoyant que dans un tel cas de figure le gouvernement « peut » démissionner, et non pas qu'il l'est d'office. Il parvient néanmoins à résoudre la crise politique en « débauchant » Maurice Yaméogo, alors ministre de l'agriculture. Fort du soutien des députés de son parti, le MDV, qui rejoignent l'UDV-RDA, Coulibaly est en mesure de mettre fin au gouvernement le 22 janvier 1958. Le nouveau, formé le 6 février, ne comporte plus que des ministres UDV-RDA, tandis que Maurice Yaméogo devient numéro deux du régime avec le poste stratégique de ministre de l’Intérieur, son cousin Denis Yaméogo récupérant quant à lui le portefeuille du Travail et des Affaires sociales.
Coulibaly décède peu après le 4 septembre 1958, et Maurice Yaméogo prend la tête du pays.